# كونتيس
بلدية كونتيس (بالإسبانية: Cuntis) هي بلدية تقع في مقاطعة بونتيفيدرا التابعة لمنطقة غاليسيا شمال غرب إسبانيا.

## الديموغرافيا
يبلغ عدد سكان بلدية كونتيس 5.066 نسمة عام 2011 (وفقاً للمعهد الوطني للإحصاء الإسباني).
| 5.834 | 5.637 | 5.573 | 5.340 | 5.184 | 5.133 | 5.066 |